# Конрад Бејн
Конрад Стафорд Бејн (енгл. Conrad Stafford Bain; Летбриџ, 4. фебруар 1923 — Ливермор, 14. јануар 2013) био је канадско-амерички глумац.
Бејн је рођен 4. фебруара 1923. у Летбриџу, Алберта, Канада. Живео у стану у Ливермору, у Калифорнији. Бејн је био ожењен Моником Слоун од 1945. до њене смрти 2009. Имали су троје деце. Бејн је умро 14. јануара 2013. у свом дому у Ливермору у 89. години.